# Microtatorchis doctersii
Microtatorchis doctersii är en orkidéart som beskrevs av Johannes Jacobus Smith. Microtatorchis doctersii ingår i släktet Microtatorchis och familjen orkidéer. Inga underarter finns listade i Catalogue of Life.